# Mobile (Avril Lavigne)
Mobile è un brano della cantante canadese Avril Lavigne, quinta traccia presente nel primo album studio Let Go.

## Il video musicale
Il 5 gennaio 2011 è stato trapelato in rete il video ufficiale registrato per la canzone, filmato nel dicembre 2002, il quale però non è mai stato ufficialmente trasmesso in onda né pubblicato. Si scorge Avril sola con una chitarra che percorre una strada periferica in prossimità di un'autostrada. Il video, molto semplice, mostra scorci frontali di Avril in lacrime e alterna immagini molto mosse di cartelli stradali e segnaletiche. 
Questo brano è stato utilizzato come colonna sonora di diversi film tra cui Wimbledon, Amore estremo - Tough Love e Oggi sposi... niente sesso. 

## Tracce
New Zealand Promo CD
1. Mobile - 3:31
2. Complicated (Tom Lord-Alge Mix) - 4:05
3. Let Go (Non-album track) - 4:11
4. All You Will Never Know (Non-album track) - 3:40

## Classifiche
Mobile è stato pubblicato come singolo radiofonico in Australia e Nuova Zelanda, debuttando nella classifica nazionale neozelandese l'11 maggio 2003 alla posizione 36. In Nuova Zelanda inoltre è stata pubblicata una copia fisica contenente anche due tracce bonus, Let Go e All You Will Never Know (precedentemente incluse dell'album promozionale B-Sides del 2001, una raccolta di canzoni demo che precedette la pubblicazione dell'album d'esordio Let Go). Nella quinta settimana, l'8 giugno 2003, il singolo raggiunge la 26 e scende nelle settimane successive sino alla 50. Mobile è stato pubblicato anche in Sudafrica come singolo per l'airplay radiofonico.
| Classifica (2003) | Posizione più alta |
| ----------------- | ------------------ |
| Nuova Zelanda     | 26                 |